# بروسيك

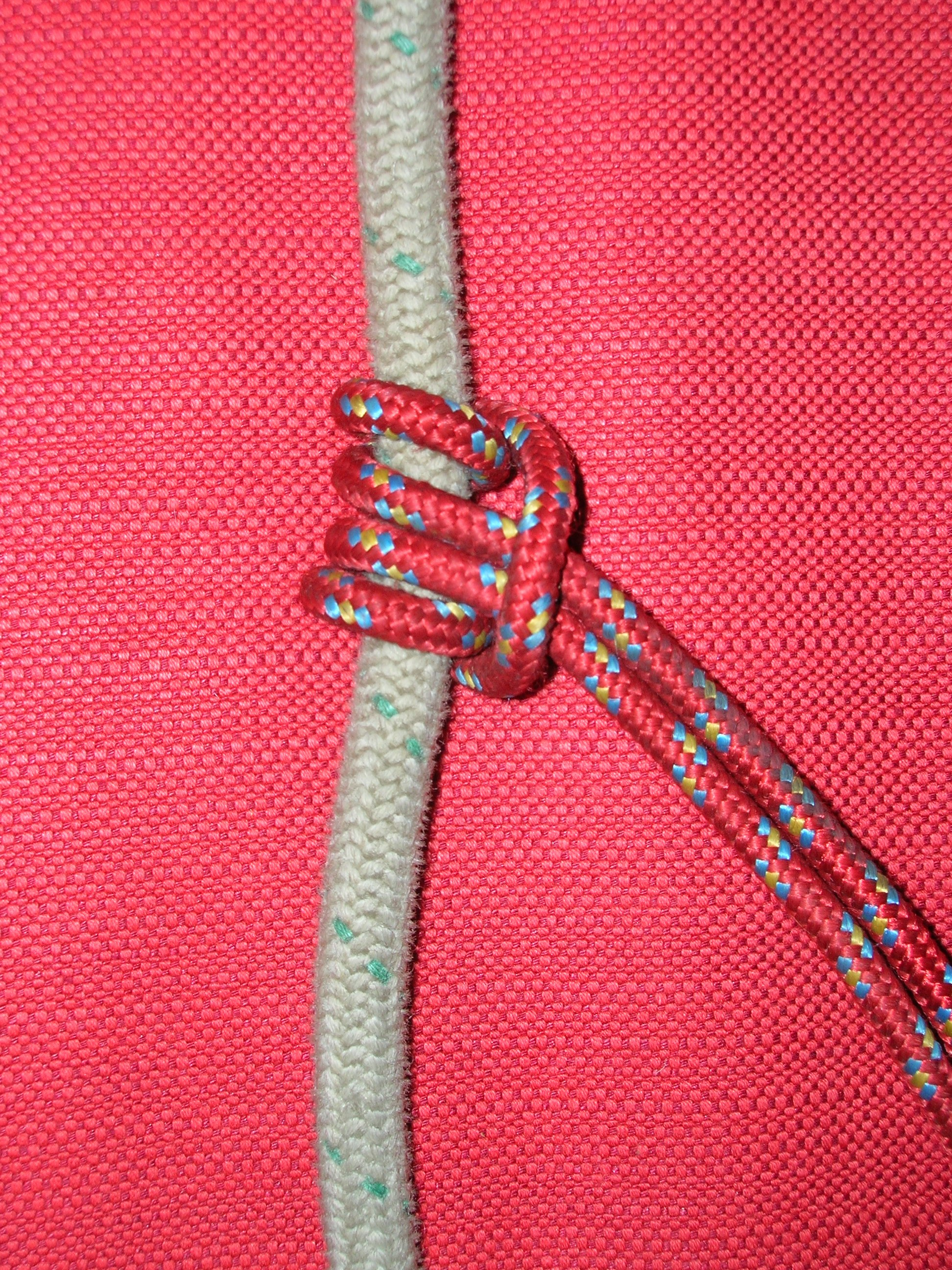
عقدة بروسيك

عقدة بروسيك هي عقدةٌ أو ربطةُ احتكاكية تستخدم لإنشاء ربطةٍ أو عقدةٍ حول حبل. حيث يستفاد من هذا التطبيق في رياضات التسلق وسبر الأخاديد، وتسلق الجبال الثلجية، وسبر الكهوف. إضافة إلى الإنقاذ باستخدام الحبل، والنقل بالحبال. كما تستخدم بواسطة أطباء الأشجار.
سُميت العقدة بعقدة بروسيك نسبةً إلى مبتكرها كارل بروسيك، وهو متسلق جبال نمساوي ذو أصول تشيكية. حيث ظهرت عام 1931 في كتابٍ لشرح التسلق باستخدام الحبل.
أهمية العقدة هي أنها تمسك بالحبل عندما تُسحب بفعل الوزن، فيما تصبح حرة الإنزلاق بعد تحريرها من قوة جذب الوزن، وهو ما يساعد المتسلق في الصعود إلى قمةٍ يربط فيها حبله.

## وصلات خارجية
- Prusik Knot at OZultimate.com canyoning with good pictures showing how it is tied.
- Prusik Knot used in Sailing for climbing a mast, with other notes.
- Discussion of Rappel Backups - Pros and Cons
- A scientific study of common friction knots
- The Prusik Knot or Triple Sliding Hitch The Prusik Knot at Animatedknots.com